# Aleksandra Lisowska (lekkoatletka)
Aleksandra Lisowska (ur. 12 grudnia 1990 w Braniewie) – polska lekkoatletka, specjalizująca się w biegach długich. Mistrzyni Europy w biegu maratońskim z Monachium 2022.

## Życiorys
Początki kariery sportowej Aleksandry Lisowskiej związane są z Zatoką Braniewo, gdzie w 2006 rozpoczęła trenować biegi, a jej pierwszym szkoleniowcem był trener Zatoki Waldemar Gajowniczek, który odkrył jej wielki talent sportowy. Wygrywała już wówczas wiele zawodów w województwie i makroregionie. W Braniewie ukończyła Szkołę Podstawową Sportową nr 6, następnie, w 2010, liceum ogólnokształcące w Zespole Szkół Budowlanych. Po rozpoczęciu studiów na Uniwersytecie Warmińsko-Mazurskim trenowała w klubie AZS UWM Olsztyn.
Odpadła w eliminacjach biegu na 3000 metrów z przeszkodami podczas młodzieżowych mistrzostw Europy w Ostrawie (2011). Podczas akademickich mistrzostw świata w biegach przełajowych w 2012 indywidualnie była dwudziesta oraz wraz z koleżankami z reprezentacji sięgnęła po brązowy medal w rywalizacji drużynowej.
W 2022 została mistrzynią Europy w biegu maratońskim oraz zdobyła brązowy medal w drużynie (razem z Angeliką Mach i Moniką Jackiewicz).
Medalistka mistrzostw Polski seniorów. Ma w dorobku pięć złotych medali (2019 – półmaraton, 2020 – bieg na 10 kilometrów i maraton, 2021 – maraton i 2022 – bieg na 10 000 metrów), dwa srebrne (2023 – bieg na 10 000 metrów, 2024 – bieg na 10 kilometrów) oraz cztery brązowe (2012 – bieg przełajowy na 8 kilometrów, 2014 i 2017 – półmaraton oraz 2020 – bieg na 10 000 metrów). W ciągu swojej kariery stawała na podium mistrzostw Polski juniorów oraz mistrzostw kraju młodzieżowców.
Rekord życiowy w biegu na 3000 metrów z przeszkodami: 10:13,18 (1 września 2012, Radom), maraton: 2:25:52 (3 grudnia 2023, Walencja) – rekord Polski.
Jest marynarzem Marynarki Wojennej RP.

## Osiągnięcia
| Rok  | Impreza                                               | Miejsce   | Konkurencja                   | Lokata      | Wynik    |
| ---- | ----------------------------------------------------- | --------- | ----------------------------- | ----------- | -------- |
| 2011 | Młodzieżowe mistrzostwa Europy                        | Ostrawa   | bieg na 3000 m z przeszkodami | eliminacje  | 10:34,06 |
| 2012 | Akademickie mistrzostwa świata w biegach przełajowych | Łódź      | bieg kobiet                   | 20. miejsce | 16:51    |
| 2019 | Światowe wojskowe igrzyska sportowe                   | Wuhan     | maraton drużynowo             | 2. miejsce  | 7:35:15  |
| 2020 | Mistrzostwa świata w półmaratonie                     | Gdynia    | półmaraton                    | 51. miejsce | 1:12:16  |
| 2021 | Igrzyska olimpijskie                                  | Tokio     | maraton                       | 35. miejsce | 2:35:33  |
| 2022 | Mistrzostwa Europy                                    | Monachium | maraton                       | 1. miejsce  | 2:28:36  |
| 2022 | Mistrzostwa Europy                                    | Monachium | maraton drużynowo             | 3. miejsce  | 7:40:54  |
| 2023 | Mistrzostwa świata                                    | Budapeszt | maraton                       | –           | DNF      |
| 2024 | Mistrzostwa Europy                                    | Rzym      | półmaraton                    | 29. miejsce | 1:12:06  |
| 2024 | Igrzyska olimpijskie                                  | Paryż     | maraton                       | 36. miejsce | 2:31:10  |